# Rodt (Gummersbach)
Rodt ist ein Ortsteil von Gummersbach im Oberbergischen Kreis im südlichen Nordrhein-Westfalen, Deutschland.

## Lage und Beschreibung
Der Ort liegt im Westen von Gummersbach in der Nähe der Landstraße 307. Nachbarorte sind Apfelbaum, Birnbaum, Lützinghausen und das zu Engelskirchen gehörende Wahlscheid.

## Geschichte
1546 wurde der Ort das erste Mal urkundlich erwähnt. „Johentgen ym Rode, Johan Schorre und weitere Einwohner ym Rode werden in den Türkensteuerlisten genannt.“
Schreibweise der Erstnennung: ym Rode